# منطقه هارداپ
منطقه هارداپ (به لاتین: Hardap Region) یکی از منطقه‌های نامیبیا است. منطقه هارداپ ۱۰۹٬۷۸۱ کیلومتر مربع مساحت و ۷۹٬۰۰۰ نفر جمعیت دارد.